# 독보천하 : 황태극의 여인
독보천하 : 황태극의 여인(중국어간체: 独步天下, 정체:独步天下, 병음:Dú bù tiān xià, 한자음: 독보천하, 두보텐샤)은 여진 제일 미녀와 청나라 태종 황태극 사이의 낭만과 우여곡절을 그린 사랑 이야기로 예허의 예허나라 푸이야마라와 청나라 2대 황제 홍타이지, 화석예친왕 다이샨에 관한 이야기다. 중국에서는 텐센트TV에서 2017년 10월 30일부터 방영을 시작했으며 한국에서는 채널차이나에서 2018년 1월 8일부터 방영하기 시작했다.

## 줄거리
출판사와 재계약 위기에 놓인 부유란은 여진 예허나라의 공주 푸이야마라에 대한 소설을 쓰기 위해 푸이야마라 무덤을 찾게 된다. 그 후 부유란은 푸이야마라, 아명 동가공주의 소설을 쓰기 시작한다. 명말 예허부에 태어난 푸이야마라는 가흥천하 가망천하(可兴天下 可亡天下, 천하를 흥하게도 망하게도 할 수 있다는 뜻)의 운명을 지닌 인물로 아버지를 죽인 누르하치의 손에 부족의 안녕을 위해 자라나고 동가는 누르하치의 계속된 구애에도 복수심으로 누르하치의 복진(부인)이 되는 것을 거부한다. 하지만 누르하치의 아들들인 추연, 다이샨과는 친분을 쌓는다. 동가의 당고모인 측복진 예허나라 맹고철철은 동가에게 아들 홍타이지를 부탁한 후 사망하고 동가는 홍타이지의 보호자가 된다. 이후 동가는 다이샨과 함께 사랑을 키우지만 누르하치의 아들인 다이샨은 차마 누르하치에게 동가와 혼인을 하겠다는 말을 꺼내지 못하고 동가는 그런 다이샨의 행동에 실망감을 감추지 못하고 다이샨과 헤어지게 된다. 홍타이지는 동가를 사랑하게 되고 동가에게 마음을 고백하지만 동가는 누르하치에게 예허로 돌아가게 해달라는 부탁을 하고 동가는 동가의 오라버니가 정한 자루트부에 시집을 가게 된다. 자루트부의 패륵 제사이는 동가가 결핵에 걸린 것을 알게 되자 사경에 헤매고 있는 동가를 절벽에서 떨어뜨려 죽인다. 동가는 4패륵부인 홍타이지의 별궁에서 눈을 뜨게 되고 자루트부 보르지기트 부유란의 신분으로 홍타이지의 소복진이 되는데...

## 등장인물
- 주요인물
  - 당예흔 : 예허나라 푸이야마라 역 = 동가 역 (후에 커얼친부 보르지기트 하르조가 됨)
  - 임봉 : 아이신기오로 홍타이지(愛新覺羅 皇太極) 역 (8황자)
  - 장예 : 아이신기오로 다이샨 역 (2황자)
- 건주 (후금 건국 전 이름=청나라)
  - 경강산 : 아이신기오로 누르하치 역
  - 진흔여 : 울라나라 아바하이 역 (효열무황후, 누르하치의 대복진)
  - 허용진 : 군다이 복진 역 (누르하치의 대복진이었으나 계복진으로 강등됨)
  -  : 측복진 예허나라 몽고저저 역 (효자고황후, 홍타이지의 생모)
  - 왕개습 : 아이신기오로 추연 역 (1황자)
  -  : 아이신기오로 망고이태 역 (5황자)
  - 굴초소 : 아이신기오로 도르곤 역 (14황자)
  -  : 아이신기오로 도도 역 (15황자)
  -  : 아이신기오로 순다이 역 (누르하치의 동생 슈르하치의 딸)
  -  : 니오후루 어이두 역 (후금 건국 공신이자 홍타이지 측복진 어르허의 아버지)
  -  : 아크둔 역 (누르하치의 심복)
- 4패륵부 (홍타이지 집안)
  - 왕은혜 : 커얼친부 보르지기트 저르저르 역 (훗날 효단문황후, 숭덕제의 적후)
  - 조몽격 : 커얼친부 보르지기트 붐부타이 역 (훗날 효장문황후, 숭덕제의 서후, 순치제의 모후)
  -  : 소소 역 (붐부타이의 몸종)
  - 황사함 : 울라나라 갈대 역 (계비 울라나라씨,원래는 동가의 몸종이었지만 홍타이지와 혼인하여 대복진이 됨)
  -  : 측복진 니오후루 어르허 역 (원비 니오후루씨)
  -  : 아이신기오로 호오거 역 (홍타이지의 장남)
  -  : 가린저르 역 (갈대가 복진이 된 후 동가의 몸종)
  -  : 안다리 역 (홍타이지의 심복)
  -  : 오앙 역 (보르지기트 하르조의 몸종)
- 그 외 인물
  -  : 예허나라 포양고 역 (동가의 오빠)
  -  : 자루트 제사이 역 (동가의 혼인 상대)